# Sant’Omobono Imagna
Sant’Omobono Terme – miejscowość i gmina we Włoszech, w regionie Lombardia, w prowincji Bergamo.
Według danych na styczeń 2009 gminę zamieszkiwały 3533 osoby przy gęstości zaludnienia 327,1 os./1 km².